# Ćalukja

Zasięg imperium Ćalukjów z Badami

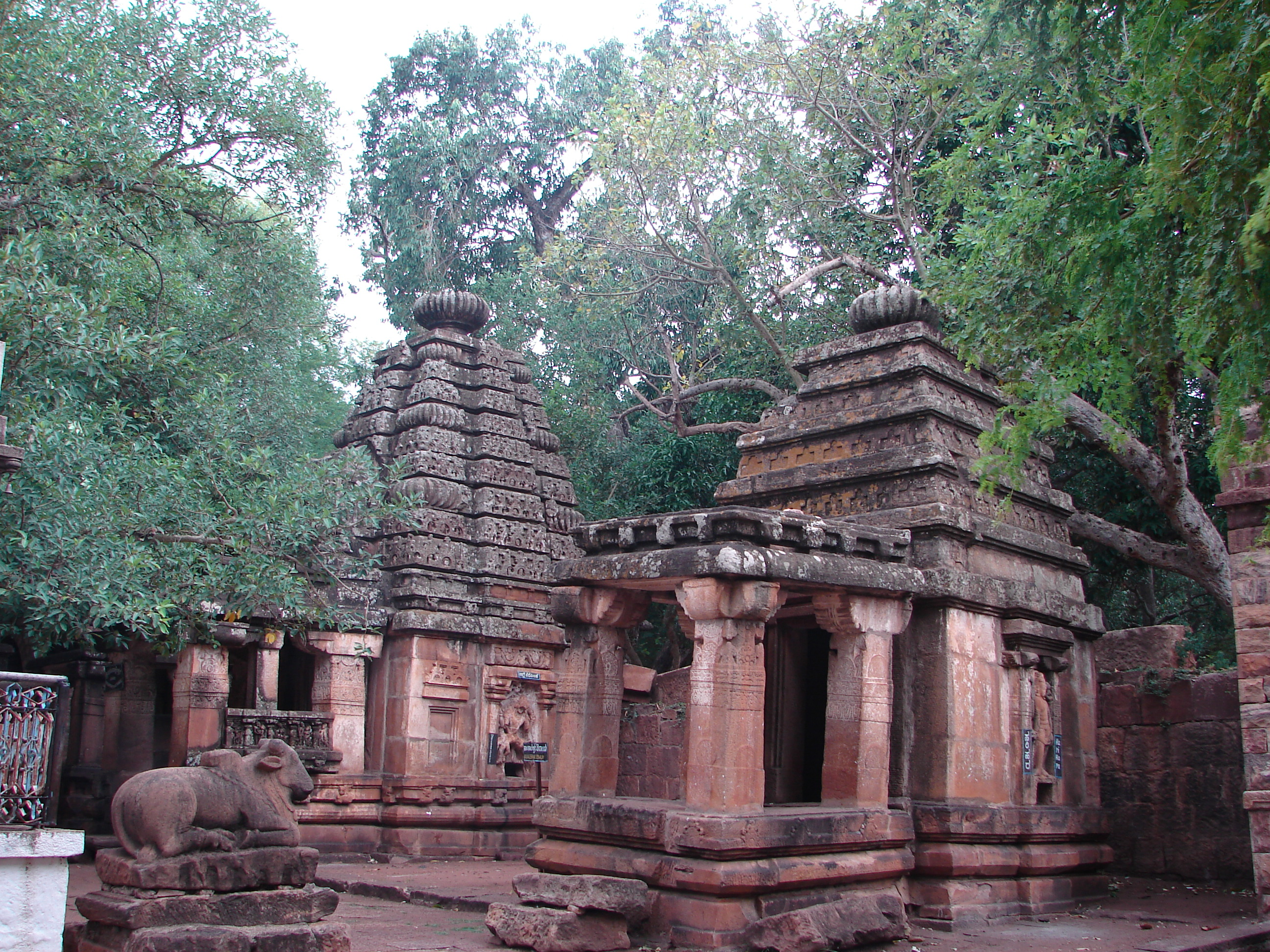
Świątynia w Maakuta

Ćalukja – dynastia południowoindyjska, której poszczególne gałęzie panowały w różnych okresach na Dekanie, z głównymi ośrodkami w Ajhole, Badami i Pattadakal. Władcy tej dynastii zasłynęli jako mecenasi sztuki, przyczyniając się do wielkiego rozkwitu architektury indyjskiej na tym terenie.
Najstarszą poświadczoną gałęzią są Ćalukjowie Solanki z Watapi, podbici w połowie VIII wieku przez Rasztrakutów. Wschodni odłam z centrum w Wengi ostatecznie uległ Ćolom w drugiej połowie XI wieku.